# Nouvelle Frontière (club)
Nouvelle Frontière est le nom d'un club de réflexion politique fondé en mars 1968 par Jean Charbonnel, ancien député de la Corrèze et ancien secrétaire d'État à la Coopération.
De nature gaulliste, le club était composé de hauts-fonctionnaires comme Paul Creyssel, d'intellectuels comme François Bourricaud ou Joseph Rovan, et de journalistes comme Jean-Michel Royer ou Roger Stéphane,.

## Histoire
En novembre 1967, Jean Charbonnel soumet le projet au Premier ministre Georges Pompidou. Membre de la direction de l'UNR-UDT (Union pour la nouvelle République-Union démocratique du travail), son idée était de créer un « club de réflexion politique d'un niveau intellectuel », « rattaché au Mouvement », avec toute la « souplesse désirable » afin d'éviter le « reproche de politisation ». Le secrétaire général est l'économiste français Jean Castarède,.
Le nom du club est inspiré de l'expression « Nouvelle Frontière » de John Fitzgerald Kennedy, laquelle on attribue la politique du président américain.
Le club est un lieu de rencontres entre différentes familles d'esprit gaullistes. L'image de la marque du club est celle de la fermeté en matière de politique étrangère et des options réformatrices en matière de politique intérieure. En 1969, le club s'implique entre autres dans l'affaire de la réforme régionale et dans la préparation de la campagne du référendum constitutionnel français,.